# Neratovice (nádraží)
Neratovice jsou železniční stanice v severní části města Neratovice v okrese Mělník ve Středočeském kraji ležící v těsné blízkosti železničního mostu přes Labe. Leží na neelektrizovaných železničních tratích Praha–Turnov, Čelákovice–Neratovice a Neratovice – Kralupy nad Vltavou. Nádraží je jednou ze čtyř stanic ve městě, dalšími jsou Neratovice sídliště, Neratovice město (nachází se přímo v obvodu stanice Neratovice) a Lobkovice. Z pražského zhlaví vychází vlečkové koleje do průmyslového areálu chemických závodů Spolana.

## Historie
Stanice byla vystavěna dle typizovaného předpisu společnosti Turnovsko-kralupsko-pražská dráha (TKPE) ze směru z Kralupy nad Vltavou do Turnova, pravidelný provoz zde byl zahájen 15. října 1865. TKPE dále 23. října 1871 otevřela železniční trať do Čakovic u Prahy, odkud mohly vlaky následujícího roku pokračovat až do Prahy. Roku 1883 byla TKPE sloučena s Českou severní drahou (BNB).[zdroj?]
Roku 1880 byla z neratovického nádraží vyvedena šestikilometrová vlečná dráha do cukrovaru Bloch v Kostelci nad Labem, které bylo později využito společností Místní dráha Brandýs-Neratovice při stavbě místní dráhy z Neratovic navazující na již existující trať v Brandýse nad Labem. Provoz mezi Neratovicemi a Čelákovicemi byl zahájen 15. července 1899. Provoz na místní dráze nejprve zajišťovala Rakouská společnost státní dráhy (StEG). Po zestátnění BNB i StEG v roce 1908 pak obsluhovala stanici jedna společnost, Císařsko-královské státní dráhy (kkStB), po roce 1918 pak správu přebraly Československé státní dráhy, místní dráha byla zestátněna až roku 1925.
Při leteckém útoku na Kralupy nad Vltavou, který prováděly 22. března 1945 bombardéry amerických vzdušných sil, udělala skupina letců 28 letadel chybu, pro kterou bombardovaly Neratovice. V důsledku náletu bylo nádraží poškozeno.

## Popis
Nádraží má celkem čtyři nástupiště s pěti hranami, příchod na nástupiště je možné po přechodech přes koleje. V roce 2017 byla dovršena rekonstrukce stanice, byla dokončena vyvýšená nástupiště osazená elektronickým informačním systémem a výpravní budova dostala novou fasádu.[zdroj?]